# Le Pin (Seine-et-Marne)
Le Pin ist eine französische Gemeinde mit 1.528 Einwohnern (Stand: 1. Januar 2022) im Département Seine-et-Marne in der Region Île-de-France. Sie gehört zum Arrondissement Meaux und zum Kanton Villeparisis (bis März 2015: Kanton Claye-Souilly).
Die Einwohner werden Pinois genannt.

## Geographie
Le Pin liegt etwa 30 Kilometer östlich von Paris.
Durch die Gemeinde verläuft die Autoroute A104.

### Nachbargemeinden
Umgeben ist Le Pin von den Gemeinden Villeparisis im Norden und Nordwesten, Claye-Souilly im Nordosten, Villevaudé im Osten, Brou-sur-Chantereine im Süden, Chelles im Südwesten sowie Courtry im Westen.

## Bevölkerungsentwicklung
| Jahr      | 1962 | 1968 | 1975 | 1982 | 1990 | 1999 | 2006 | 2012 | 2021 |
| Einwohner | 0613 | 0628 | 0609 | 0770 | 0952 | 1069 | 1187 | 1325 | 1548 |

## Sehenswürdigkeiten
- Kirche Saint-Antoine aus dem 17. Jahrhundert
- Gutshof Courgain, Wehrhaus, aus dem 14. Jahrhundert

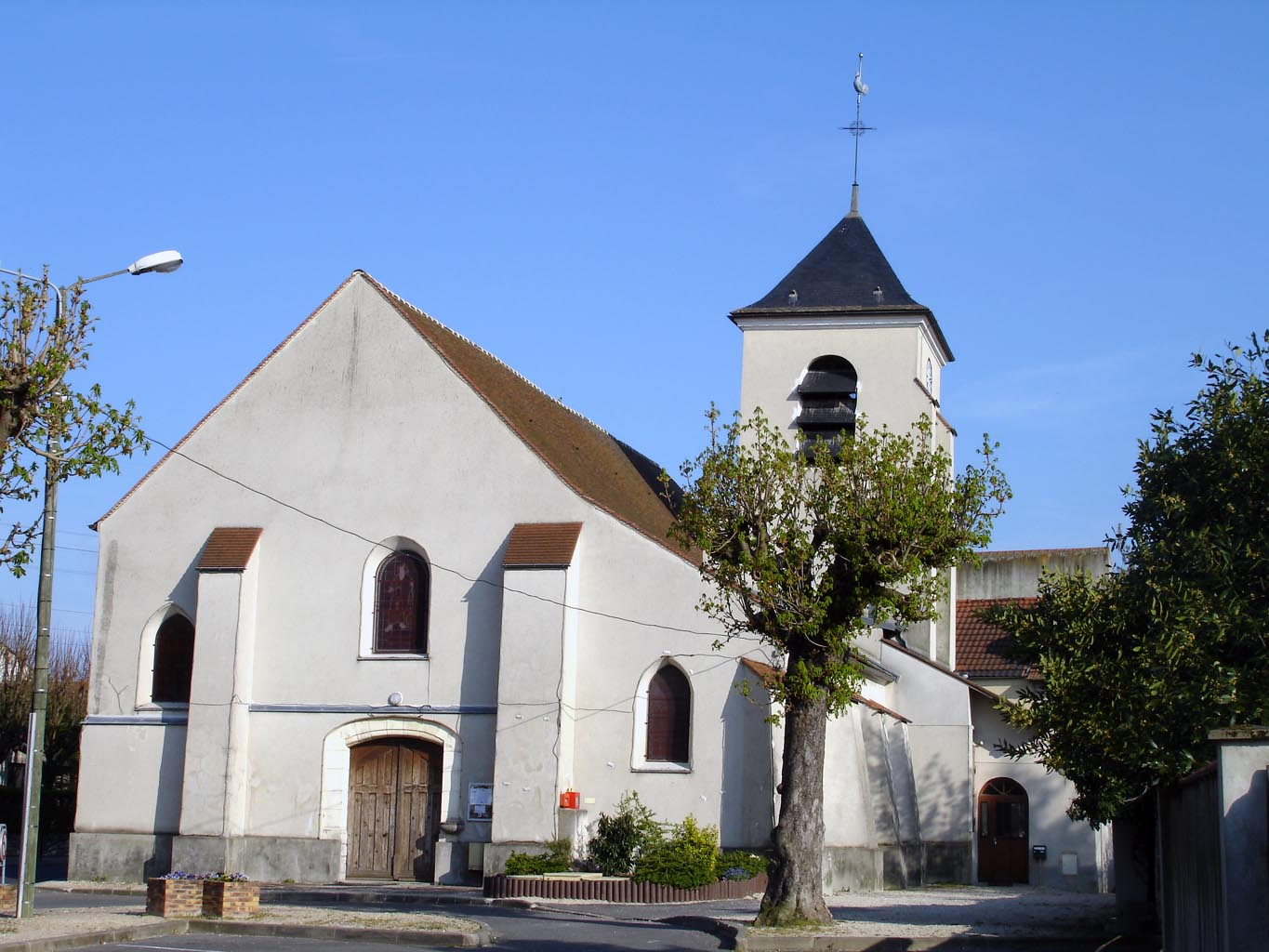
Kirche Saint-Antoine